# Пьезоэлектричество
Пьезоэлектричество (от др.-греч. πιέζω, piézō — давлю, сжимаю) — обратимая электромеханическая связь электрической поляризации (индукции) и механических деформаций (напряжений) в анизотропных диэлектрических средах, обладающих определённой кристаллической структурой и симметрией. Включает:
- прямой пьезоэлектри́ческий эффе́кт  — эффект возникновения поляризации диэлектрика под действием механических напряжений;
- обратный пьезоэлектрический эффект — возникновение механических деформаций под действием электрического поля[3].

При прямом пьезоэффекте деформация пьезоэлектрического образца приводит к возникновению связанных зарядов. на поверхностях деформируемого твёрдого тела и, следовательно, электрического напряжения между этими поверхностями, при обратном — приложение электрического напряжения к телу вызывает его деформацию.

## История
Прямой пьезоэлектрический эффект был открыт братьями Жаком и Пьером Кюри в 1880 году. Обратный эффект был предугадан в 1881 году Липпманом исходя из термодинамических соображений. В том же году экспериментально открыт братьями Кюри.

## Физика явления
Причиной пьезоэлектрического эффекта является смещение состояния электрического и механического равновесия кристалла диэлектрика под влиянием внешних воздействий. Макроскопическая деформация кристалла приводит к относительным перемещениям элементов их структуры и появлению электронной и ионной поляризации, и наоборот — наложение внешнего электрического поля приводит к смещению структурных единиц кристалла и деформациям их электронных оболочек.
Отличная от нуля макроскопическая поляризация проявляется только у кристаллов, не имеющих центра симметрии, то есть классов симметрии 1, 2, 3, 4, m, mm2, 3m, 4mm, 6mm, 222, 4̅, 422, 4̅2m, 6̅, 622, 6̅m2, 32, 23, m3̅. Кристаллы 10-ти первых указанных классов способны обладать постоянной поляризацией и являются пироэлектриками. Сегнетоэлектрики — частный случай пироэлектриков, направление поляризации которых может быть изменено внешним полем.
Методы вычисления пьезоэлектрической поляризации по заданным смещениям и законам взаимодействия частиц составляют предмет микроскопической теории пьезоэлектричества, которая оперирует однородными тензорными полями..
Пьезоэлектрические вещества всегда обладают одновременно и прямым, и обратным пьезоэффектом. Не обязательно, чтобы вещество было монокристаллом, эффект наблюдается и в поликристаллических веществах, предварительно поляризованных сильным электрическим полем во время кристаллизации, или при фазовом переходе в точке температуры Кюри при охлаждении для сегнетоэлектриков (например, керамические пьезоэлектрические материалы на основе цирконата-титаната свинца) при наложенном внешнем электрическом поле.
Полная энергия, сообщенная пьезоэлементу внешней механической силой, равна сумме энергии упругой деформации и энергии заряда ёмкости пьезоэлемента. Вследствие обратимости пьезоэффекта возникает пьезоэлектрическая реакция: возникшее вследствие прямого пьезоэффекта электрическое напряжение создаёт (в результате обратного пьезоэффекта) механические напряжения и деформации, противодействующие внешним силам. Это проявляется в увеличении жесткости пьезоэлемента. Если электрическое напряжение, возникающее вследствие пьезоэффекта, исключить, например, закоротив электроды пьезоэлемента, то обратного пьезоэлектрического действия наблюдаться не будет и произойдёт уменьшение жесткости пьезоэлемента.
Исследования пьезоэффекта показали, что он объясняется свойством элементарной ячейки структуры материала. Так как элементарная ячейка является наименьшей симметричной единицей материала, путём её многократного повторения можно получить микроскопический кристалл. Необходимой предпосылкой для появления пьезоэффекта является отсутствие центра симметрии в элементарной ячейке.
Проводники не обладают пьезоэлектрическим эффектом, потому что при воздействии механических напряжений (для прямого) и электрических (для обратного) заряд будет компенсироваться перераспределением свободных зарядов проводящей среды.

### Не следует путать с другими явлениями
- Пьезоэффект нельзя путать с электрострикцией. В отличие от электрострикции, прямой пьезоэффект наблюдается только в кристаллах без центра симметрии. Хотя в классе 432 кубической сингонии нет центра симметрии, пьезоэлектричество в нём также невозможно. Следовательно, пьезоэффект может наблюдаться у диэлектрических кристаллов, принадлежащих только к одному из 20 классов точечных групп.

- Пьезоэлектрический эффект нельзя путать с пьезорезистивным эффектом[англ.].

## Использование пьезоэффекта в технике
Исполнительные устройства — конвертируют электрическую энергию в механическую.
Сенсоры (датчики, генераторы), наоборот, конвертируют механическую энергию в электрическую.
Существуют однослойные, двухслойные и многослойные пьезокристаллы.
Однослойные — под воздействием электричества изменяются в ширину, длину и толщину. Если их растянуть или сжать, они генерируют электричество.
Двухслойные — могут быть использованы как однослойные, могут сгибаться или удлиняться. «Сгибатели» создают наибольшую величину перемещения относительно других видов, а «расширители», будучи более упругими, развивают гораздо большее усилие при гораздо меньшем перемещении.
Многослойные — развивают наибольшую силу при минимальном перемещении (изменении формы).
Прямой пьезоэффект используется:
- в пьезогенераторах электроэнергии разнообразного назначения:
  - в пьезозажигалках, для получения высокого напряжения на разряднике от движения пальца;
  - В газовых плитах для электрического розжига конфорок (на данный момент пьезоэлектрический поджиг имеет ограниченное применение из-за меньшего удобства по сравнению с устройствами поджига, работающими от электросети)
  - в контактном пьезоэлектрическом взрывателе (например, к выстрелам РПГ-7);
- в датчиках:
  - в качестве чувствительного к силе элемента (чем больше сила, тем выше напряжение на контактах), например, в силоизмерительных датчиках, датчиках давления жидкостей и газов;
  - в качестве чувствительного элемента в микрофонах, гидрофонах, головках звукоснимателя электрофонов, приёмных элементов сонаров;

Обратный пьезоэлектрический эффект используется:
- в акустических излучателях:
  - в пьезокерамических излучателях звука (эффективны на высоких частотах и имеют небольшие габариты; такие, например, встраивают в музыкальные открытки, различные оповещатели, применяемые во всевозможных бытовых устройствах — от наручных часов до кухонной техники);
  - в ультразвуковых излучателях для увлажнителей воздуха, ультразвуковой гидроочистки (в частности, ультразвуковых стиральных машин и промышленных ультразвуковых ванн);
  - в излучателях гидролокаторов (сонарах);
- в системах механических перемещений (активаторах):
  - в системах сверхточного позиционирования, например, в системе позиционирования иглы в сканирующем туннельном микроскопе или в позиционере перемещения головки жёсткого диска[8];
  - в адаптивной оптике, для изгиба отражающей поверхности деформируемого зеркала.
- в пьезоэлектрических двигателях;
- для подачи чернил в струйных принтерах.

Прямой и обратный эффект одновременно используются:
- в кварцевых резонаторах, используемых как эталон частоты;
- в пьезотрансформаторах для изменения напряжения высокой частоты.
- в приборах на эффекте поверхностных акустических волн:
  - в ультразвуковых линиях задержки электронной аппаратуры;
  - в датчиках на поверхностных акустических волнах.

Некоторые минералы горных пород обладают пьезоэлектрическим свойством за счёт того, что электрические оси этих минералов расположены не хаотично, а ориентированы преимущественно в одном направлении, поэтому одноимённые концы электрических осей («плюсы» или «минусы») группируются вместе. Это научное открытие было сделано в Институте физики Земли советскими учёными М. П. Воларовичем и Э. И. Пархоменко и занесено в Государственный реестр открытий СССР под № 57 с приоритетом от 1954 г. На основе этого открытия разработан пьезоэлектрический метод геологической разведки кварцевых, пегматитовых и хрусталеносных жил, которым сопутствуют золото, вольфрам, олово, флюорит и другие полезные ископаемые.